# The Fighting Hope
The Fighting Hope er en amerikansk stumfilm fra 1915 af George Melford.

## Medvirkende
- George Gebhardt som Robert Granger.
- Laura Hope Crews som Anna Granger.
- Gerald Ward som Robert Harold Granger.
- Thomas Meighan som Burton Temple.
- Richard Morris som Craven.